# Nicola Sculco
Nicola Sculco (Crotone, 28 gennaio 1846 – Crotone, 3 dicembre 1913) è stato uno storico italiano, noto per essere stato il promotore di diverse iniziative volte a migliorare l'aspetto socio-culturale della città pitagorica. Suo fratello Riccardo, medico, è stato sindaco di Crotone.

## Biografia
Nacque a Crotone il 28 gennaio 1846 da Domenico Sculco (1808-1872), duca di Santa Severina, e da Aurora dei baroni de Rosis (1822-1898).
Intraprese gli studi classici al Convitto nazionale di Catanzaro; fu però costretto ad interromperli per stare vicino al padre, gravemente ammalato di gotta. Nonostante questo, però, proseguì i suoi studi da autodidatta e si interessò sempre di più agli studi storici della sua città natale, Crotone.
Nel 1903 fu uno dei fondatori dell'attuale museo civico di Crotone insieme al marchese Eugenio Filippo Albani e ad Armando Lucifero, dove il senatore Giovanni Barracco promise di donare diversi reperti archeologici appartenenti alla sua collezione, ma che in seguito donò al Museo di Scultura Antica di Roma (che oggi porta il suo nome).
Fu a capo delle onoranze da tributare ai Fratelli Bandiera e ai martiri crotonesi del 1799, ricordati con due lapidi marmoree apposte alla facciata del palazzo San Giovanni, un tempo sede del Comune; fu anche uno dei primi a chiedere che venissero compiuti degli scavi archeologici all'interno del promontorio di Capo Colonna per via dell'importanza di cui esso godeva, ossia la presenza, in epoca magno-greca, del Tempio di Hera Lacinia. Nel 1910 ottenne l'appoggio dal governo Luzzatti nel proseguimento degli scavi grazie al sostegno di Alfonso Lucifero.
Morì a Crotone il 3 dicembre 1913 e venne sepolto nel locale cimitero cittadino.

## Opere
- N. Sculco, Ricordi sugli Avanzi di Cotrone, Cotrone, Pirozzi, 1905